# Храмы Новомосковска
Алфавитный список религиозных сооружений города Новомосковск.

## Действующие

### Православные храмы
- Храм Покрова Пресвятой Богородицы (на территории Свято-Успенского мужского монастыря)
- Храм Успения Пресвятой Богородицы (на территории Свято-Успенского мужского монастыря)
- Церковь иконы Божией Матери «Нечаянная Радость» (на месте здания бывшего кинотеатра «Встречный»)

### Православные монастыри
- Свято-Успенский мужской монастырь (ул. Пионерская, 15)

### Протестантские храмы
- Церковь Адвентистов Седьмого Дня (ул. Юннатов, д. 2)
- Церковь Евангельских христиан «Христа Спасителя»
- Церковь христиан веры Евангельской «Источник силы»